# باتشكي ياراك
باكي جاراك (Бачки Јарак) هي مدينة بلدبة تيميرين في مقاطعى جنوب باتشكا في مقاطعة فويفودينا في صربيا. تقع جغرافيا في الجزء الجنوبي من باتشكا والجزء الشمالي من سيرميا. ووفقا لنتائج تعداد عام 2011، بلغ عدد سكانها 615,371 نسمة. يذكر أن المركز الادارى للمنطقة هو مدينة نوفي ساد التي تعد أيضا العاصمة وأكبر مدينة في مقاطعة فويفودينا ذاتية الحكم.

## أعلام
- ميركو إيفانيتش
- ديان ميليج